# Neobidessus phyllisae
Neobidessus phyllisae là một loài bọ cánh cứng trong họ Bọ nước. Loài này được Young miêu tả khoa học năm 1981.